# Vijayabahu VII
Vijayabahu VII, ou Vijaya bãhu VII (mort en 1521,), est un roi du royaume de Kotte, divisé au moment de son règne, de la dynastie Siri Sanga Bo, dans l'actuel Sri Lanka.

## Biographie

### Origine
Sri Rajasinha Vijayabahu VII est le fils de Vira Parakramabahu VIII, qui est-lui-même le fils adoptif de Parakramabahu VI  le fondateur de Kotte. Il nait vers 1445 et grandit avec ses frères Sri Rajasinghe, Dharma Parakramabahu IX, et un demi-frère Sakalakala Valla. Il a également une sœur qui épouse Manamperi Arachchi.

### Règne
Après la mort de Dharma Parakramabahu IX, son frère puîné Sri Rajasingha étant prédécédé,  la population de Kotte propose à son demi-frère , Sakalakala Valla, de devenir roi. A cette époque il gouverne comme vice roi à  Udugampola. Toutefois selon le récit de la Rajavaliya,  chronique locale de rois cinghalais, c'est Vijaya Bahu qui est couronné roi sous le nom de  Vijaya Bahu VII par son demi-frère Sakalakala Valla qui se désiste de ce fait en sa faveur en 1513 A.D. Après plusieurs sollicitations, il concède au Portugais Lopo Soares de Albergaria (pt), vice-roi et gouverneur de l'Inde portugais qui accoste avec une flotte de 17 navires des ouvriers et des matériaux l'autorisation de fortifier leur établissement à Ceylan sur un rocher de la plage de Colombo qui devient le fort de Colombo.

### Famille
Le roi Vijayabahu VII à  trois fils ; Bhuvanaikabahu, Raigama Bandara et Mayadunne nés de sa première épouse Anula Kahatuda qu'il avait partagé avec son frère Sri Rajasinghe mort à  Menikkadawara.  Après la disparition de cette dernière il se remarie avec une princesse du sud du Deccan qui lui donne un quatrième fils nommé Deva Raja Kumara. Lorsque les fils nés de sa première union apprennent que leur père après avoir consulté ses ministres envisage de désigner leur demi-frère comme successeur ils s'enfuient de Kotte et se réfugient auprès de Jayavira le raja de Kandy avec lequel ils marchent sur la capitale  et assassinent leur père dans son palais; Cet  épisode dramatique est connu sous le nom de « Wijayaba Kollaya » 
L'ainé monte sur le trône sous le nom de Bhuvanaikabahu VII le second s'établit à Raigam comme raja et le 3e Mayadunne bâtit une nouvelle cité Sitavaka où il établit la capitale du royaume de Sitawaka. La guerre civile et les dissensions internes donnent aux portugais l'opportunité d'intervenir dans la politique de l'ile de Ceylan.